# Super Nintendo
Super Famicom
Ne doit pas être confondu avec Super Nintendo World ou Nintendo Entertainment System.
La Super Nintendo — appelée Super Famicom (スーパーファミコン) au Japon et Super Nintendo Entertainment System (Super NES ou SNES) en Amérique du Nord — est une console de jeux vidéo du constructeur japonais Nintendo commercialisée à partir de novembre 1990. En Amérique du Nord, la console est sortie avec un look résolument différent. À noter qu'en Corée du Sud, la Super Nintendo est distribuée par Hyundai Electronics sous le nom de Super Comboy (슈퍼 컴보이).
En 1997 et 1998, Nintendo décide de rafraîchir le design en sortant le modèle SNS-101, parfois appelé Super NES 2 aux États-Unis, et la Super Famicom Jr. au Japon.

## Histoire
Pour rivaliser avec la populaire Nintendo Entertainment System / Famicom qui écrase le marché, NEC lance la PC-Engine en 1987, et Sega suit avec sa Mega Drive en 1988. Les deux systèmes offrent alors de bien meilleures performances, notamment graphiques et sonores, que la 8 bits de Nintendo. Bien que la NES continue d'être leader sur le marché des jeux vidéo, le bon accueil de la Mega Drive et de la PC-engine par les différents acteurs du marché contraint Nintendo à créer une console pouvant rivaliser avec ses nouvelles concurrentes.

### Lancement
Conçue par Masayuki Uemura, le concepteur de la Famicom  originale, la Super Famicom sort le mercredi 21 novembre 1990 pour un prix de 25 000 ¥, 982 francs de l'époque, soit l’équivalent de 149 € (266 € en 2025 avec l'inflation). C'est un succès immédiat ; la livraison initiale de 300 000 unités est vendue en quelques heures et le dérangement occasionné conduit le gouvernement japonais à demander aux fabricants de consoles de jeux vidéo de prévoir, à l'avenir, de sortir leurs consoles en fin de semaine. Ce succès suscita même un intérêt certain chez les Yakuzas, les risques de vols amenant à la décision de convoyer les appareils de nuit.
Rapidement, la Super Famicom se vend mieux que ses rivales et Nintendo se réaffirme comme le leader sur le marché japonais des consoles. Le succès de Nintendo est en partie dû au soutien de la plupart des développeurs tiers principaux de son précédent système, comprenant Capcom, Konami, Tecmo, Square, Koei et Enix. Le 23 août 1991, Nintendo sort, en Amérique du Nord, la Super Nintendo Entertainment System ou Super NES (et souvent abrégé en SNES), une version redessinée de la Super Famicom, pour le prix de 199 $ US.
Comme la NES depuis plusieurs années, elle fut distribuée en France par Bandaï France, qui envisageait d'abord une sortie en 1993 puis en septembre 1992. Mais devant le succès de la Mega Drive, le choix fut fait d'avancer encore la sortie à avril pour les pays les plus consommateurs (comme la France ou le Royaume-Uni), pendant que d'autres pays devront attendre le 4 juin. Au lancement, elle fut vendue en pack avec deux manettes et Super Mario World pour 1 290 FF (initialement prévu à 1 490 FF mais Sega et leur nouveau pack Megadrive + Sonic à 1 290 FF les pousseront à s'aligner) et accompagnée par quatre jeux optionnels au tarif unitaire de 449 FF : F-Zero, Super R-Type, Super Tennis et Super Soccer. À partir d'octobre 1992, la Super Nintendo sera vendue au choix soit seule (990 FF ; Super Mario World étant vendu séparément à 389 FF, le jeu Super Nintendo le moins cher alors), soit avec Super Mario World (1 290 FF), soit avec Street Fighter 2 (1 490 FF), soit avec le Super Scope (1 490 FF),.
La Super Nintendo Entertainment System (appellation officielle) sort en Europe dès avril 1992. En France, la console est d'abord annoncée le 1er avril 1992 puis le 3 avril 1992, et sera finalement distribuée à la mi-avril 1992 dans l'ensemble de l'hexagone. La console est distribuée par Bandai et commercialisée au prix de 1 290 francs, elle est accompagnée du jeu Super Mario World et de deux manettes. Prévue au départ pour avoir le même design que la version américaine, elle utilise finalement celui de la Super Famicom japonaise. Rapidement, l'appellation Super Nintendo sera le terme le plus souvent employé en France pour désigner la console, y compris officiellement (un encart sur les boîtes de jeu avertissant que les cartouches Super Nintendo ne sont pas compatibles avec la Super Nintendo Entertainment System).
Les autres pays d'Europe commercialisent la Super Nintendo à différentes dates. Le Royaume-Uni met en vente la console sur son territoire à partir du 11 avril 1992 au prix de 149,99 £. En Espagne, la console sort le 1er juin 1992 avec un prix fixé à 29 900 pesetas. Un peu plus tard, l'Allemagne lance la console le 15 août 1992 au tarif de 300 DM,. L'Italie prévoit à l'origine de sortir la console en septembre 1992 mais verra sa date repousser vers la fin d'année 92. La précédente console de Nintendo, la NES, était distribuée par Mattel en Italie. Mattel renonce entre-temps à s'occuper de la distribution de la Super Nintendo sur ce territoire, impliquant un retard de production. La société GIG devient le distributeur officiel Nintendo en Italie, la Super Nintendo est ainsi mise en vente dès novembre 1992.
Dans le reste du monde, la Super Nintendo est proposée sur le marché australien en juillet 1992 puis sur le continent asiatique où le produit est lancé en Corée du Sud le 25 novembre 1992. L'année suivante, le Brésil lance la SNES le 30 août 1993.
La NES et la SNES sont vendues au Brésil en 1993 par Playtronic, une coentreprise entre l'entreprise de jouet Estrela et Gradiente[réf. souhaitée]. La Super Nintendo et la Super Famicom ne disposent au départ que de quelques jeux. Au Japon, seulement deux jeux sont disponibles au lancement : Super Mario World et F-Zero. En Amérique du Nord, Super Mario World est vendu avec la console et les autres titres disponibles sont F-Zero, Pilotwings, SimCity et Gradius III. Bien que peu nombreux, ces premiers jeux permettent au public de comprendre immédiatement les apports du nouveau support, notamment le rendu en simili-3D du fameux mode 7, et la qualité des effets visuels et sonores en général.

### Guerre des consoles
La rivalité entre Nintendo et Sega, largement alimentée par les médias spécialisés, aboutit à une des luttes les plus acharnées de l'histoire des jeux vidéo, surtout pour la domination du marché hors-japon. Sega positionne la Mega Drive comme une console « cool », avec des titres plus matures, là où Nintendo proclame son avance technologique avec les capacités de zooms, de rotations… de sa SNES. Mais malgré le départ en tête de la Mega Drive, sa plus large bibliothèque de jeux, ainsi que son prix plus bas, la SNES gagne continuellement des parts sur tous les marchés. La Super Famicom devient rapidement leader au Japon, tandis qu'il faudra attendre fin 1992 pour que la SNES refasse son retard sur la Mega Drive aux États-Unis,, et que Nintendo récupère son statut de leader. Son succès lui permettra de rester relativement populaire même face à l'arrivée de la génération suivante de consoles 32 bits.

### Évolution de la ligne de conduite
Pendant la commercialisation de la NES, Nintendo maintient un contrôle exclusif sur les titres sortis sur son système : la compagnie doit approuver chaque jeu, chaque développeur tiers ne peut sortir que cinq jeux par an, ces jeux ne peuvent pas sortir sur d'autres consoles avant deux ans, et Nintendo est le fabricant et le fournisseur exclusif des cartouches NES. Cependant, la compétition avec la console Sega obligera Nintendo à une certaine tolérance dans les faits, même si les termes contractuels restent les mêmes. En 1990, Acclaim sort un même jeu sur les deux plates-formes, ce que d'autres licenciés Nintendo imitent à leur tour. Capcom (qui accorde une licence pour quelques jeux à Sega au lieu de les produire directement) ou Square font cela plus discrètement.
Nintendo maintient également une ligne de conduite très stricte de censure qui, parmi d'autres choses, limite l'utilisation de violence dans les jeux sur ses systèmes. Le jeu Mortal Kombat vient défier cette politique. En effet, la version originale de ce hit d'arcade de 1992 contient des éclaboussures de sang, et des scènes de fin de combat dépeignants le plus souvent des démembrements. La version Mega Drive, ayant conservé ce côté gore, se vend trois fois plus que la version, épurée, sortie sur la console de Nintendo,. Néanmoins, les joueurs ne sont pas les seuls à remarquer la violence dans ce jeu ; les sénateurs américains Herb Kohl et Joseph Lieberman convoquent une audience du Congrès le 9 décembre 1993 pour examiner la commercialisation de jeux vidéo violents pour les enfants. L'audience mène à la création de l'Interactive Digital Software Association et de l'Entertainment Software Rating Board (ESRB), ainsi qu'à l'inclusion d'une notation sur tous les jeux vidéo,. Avec ce système de notation mis en place, Nintendo décide qu'il n'a plus besoin de censurer les jeux. En conséquence, le portage de Mortal Kombat II sur Super Nintendo se fait sans censure et cette fois la version Nintendo dépasse les ventes de celles de Sega,.

### Ère des consoles 32 bits et au-delà

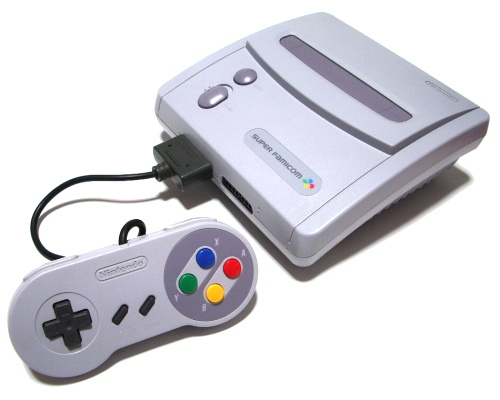
La Super Famicom Jr. mise sur le marché au Japon en 1998.

Tandis que d'autres compagnies se dirigent vers des systèmes 32 bits, Argonaut Games, Rare et Nintendo réussissent à prouver que la Super Nintendo est encore un concurrent sérieux sur le marché. Sorti dans les premiers mois de l'année 1993, le jeu Starfox (Starwing en Europe), fruit d'une collaboration entre le studio anglais Argonaut Games et Nintendo, permettait, grâce à l'ajout d'une puce spéciale (le Super FX), d'afficher des graphismes en 3D temps réel, ce qui était à l'époque révolutionnaire pour une console de jeu quoique courant dans le monde de la micro-informatique. En novembre 1994, Rare sort Donkey Kong Country, un jeu de plates-formes avec des modélisations 3D et des textures pré-rendues sur des stations de travail Silicon Graphics. Avec ses graphismes détaillés et sa musique de haute qualité, Donkey Kong Country rivalise avec la qualité esthétique de jeux qui viennent de sortir sur des nouvelles consoles 32 bits à base de CD. Dans les derniers 45 jours de l'année 1994, le jeu se vend à 6,1 millions d'unité, faisant de lui le jeu vidéo vendu le plus rapidement de l'histoire à cette époque. Ce jeu montre aux systèmes 32 bits encore précoces que la Super Nintendo a toujours des ressources face à ses concurrentes, et ouvre le chemin vers des consoles plus avancées à l'horizon,. Un an plus tard, la Snes confirmera sa grande forme avec la sortie de Donkey Kong Country 2 et Super Mario World 2 (qui contient une puce Super FX 2 pour gérer les effets 3D) qui se vendront respectivement à un peu plus de cinq et de quatre millions d'exemplaires, chiffres remarquables pour une console alors en fin de vie (Nintendo mobilisait le gros de ses ressources dans le développement de l'Ultra 64 qui deviendra la Nintendo 64). Le dernier gros succès commercial de cette machine, Donkey Kong Country 3 : 3,1 millions, est sorti tout à la fin de l'année 1996.

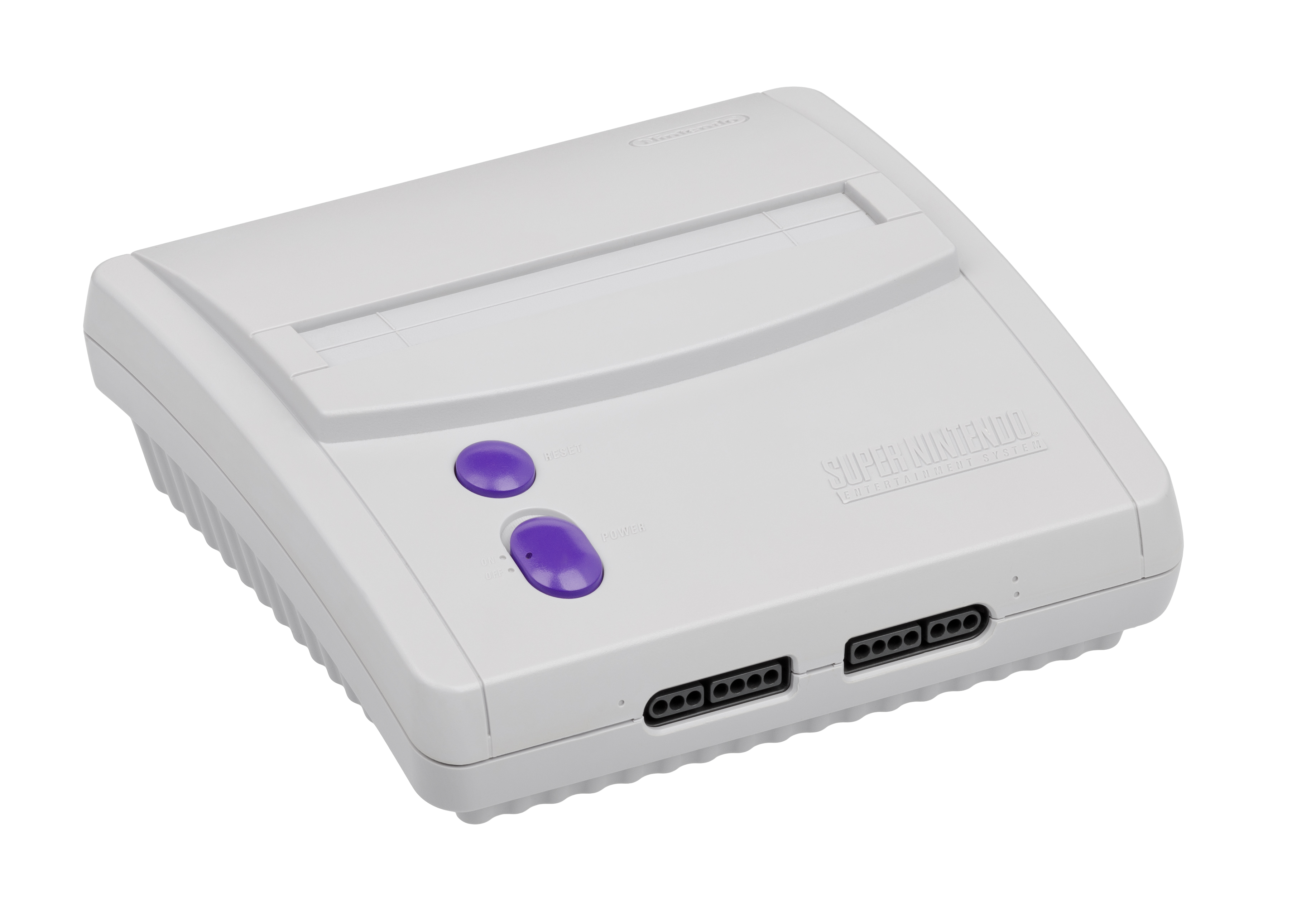
La Super NES Jr. américaine.

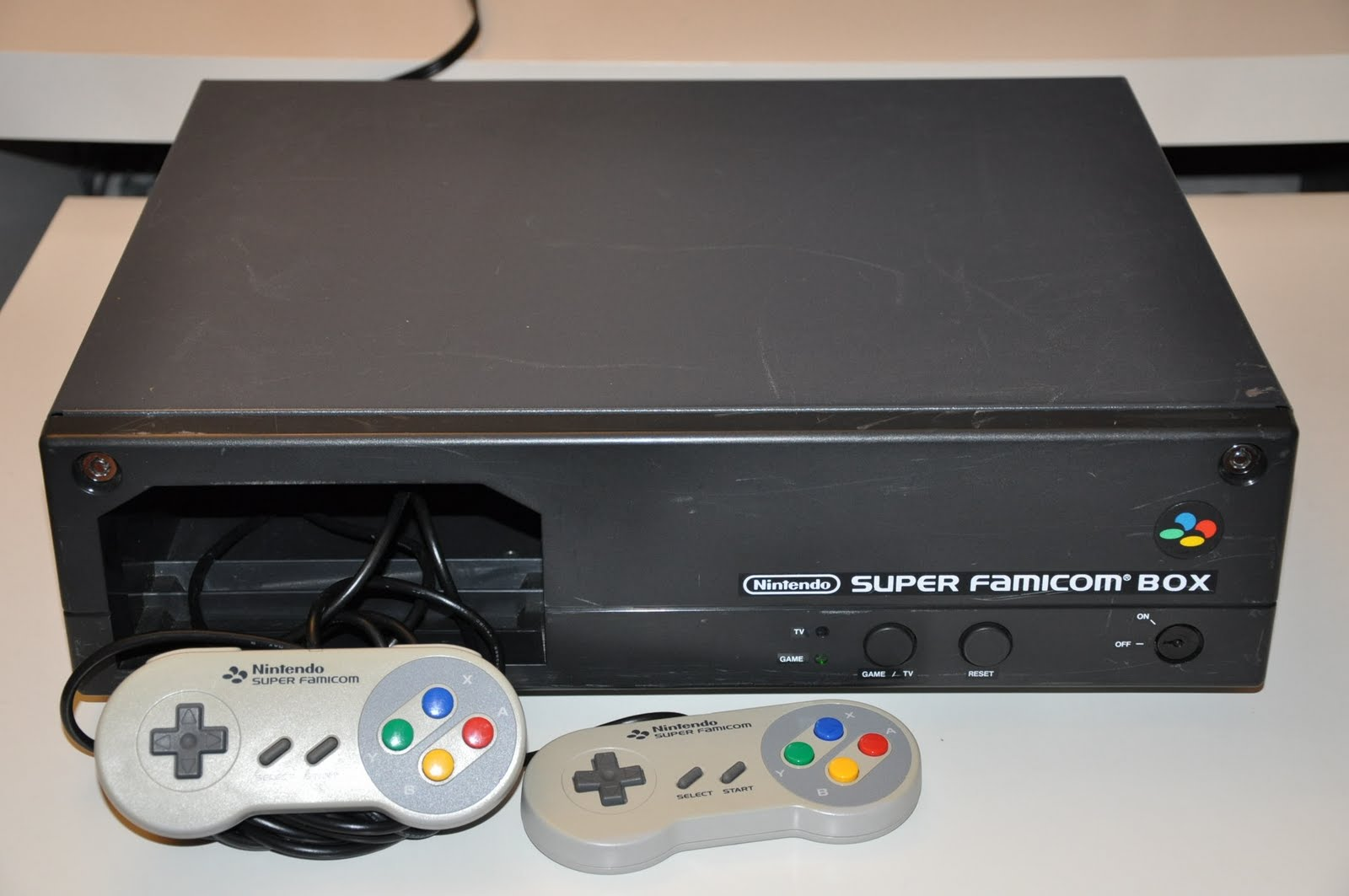
La Super Famicom Box.

La Super Famicom Box est sortie en 1990 uniquement au Japon. Elle servait de borne d'essai pay to play.
En octobre 1997, Nintendo sort aux États-Unis une version redessinée de la Super Nintendo (modèle SNS-101) vendue avec le jeu Super Mario World 2: Yoshi's Island pour 99 US$. Comme la nouvelle version de la NES, ce nouveau modèle est plus fin et léger que son prédécesseur, mais manque d'une sortie S-Video et RGB, et ce fut presque la dernière sortie majeure liée à la SNES dans cette région. Un modèle similaire également redessiné est sorti au Japon, environ dans la même période, sous le nom Super Famicom Jr. Visuellement, les versions américaine et japonaise sont presque identiques. Seuls les boutons Power et Reset, qui sont gris sur la Super Famicom Jr., sont violets sur la console américaine. Par contre, les manettes sont identiques pour les deux versions, avec le même numéro de série. Un logo Nintendo est gravé dans le plastique, au lieu du logo du modèle peint dessus, comme pour les premières versions (Super Nintendo Entertainment System aux États-Unis et Super Famicom au Japon). Seuls les boutons ont toujours une couleur différente.
Nintendo of America cesse la production de la console en 1999, environ 1 an après la sortie du jeu Frogger (son dernier jeu pour le système) en 1998. Au Japon, la production de la Super Famicom continua jusqu'en septembre 2003, et de nouveaux jeux furent produits jusque fin 2000, finissant avec le jeu Metal Slader Glory Director's Cut le 29 novembre 2000. Plusieurs jeux Super Nintendo ont été portés sur Game Boy Advance qui a des capacités graphiques similaires. En 2005, Nintendo annonce que des titres SNES seront disponibles en téléchargement via la console virtuelle de la Wii. En 2007, Nintendo Japon déclare que désormais, il ne pourra plus réparer les Famicom et Super Famicom à cause de la pénurie des pièces nécessaires.

## Jeux les plus vendus
| Rang | Jeu                                     | Année de sortie | Ventes         |
| ---- | --------------------------------------- | --------------- | -------------- |
| 1    | Super Mario World                       | 1990            | 20,61 millions |
| 2    | Super Mario All-Stars                   | 1993            | 10,55 millions |
| 3    | Donkey Kong Country                     | 1994            | 9,30 millions  |
| 4    | Super Mario Kart                        | 1992            | 8,70 millions  |
| 5    | Street Fighter II                       | 1992            | 6,30 millions  |
| 6    | Donkey Kong Country 2                   | 1995            | 5,15 millions  |
| 7    | The Legend of Zelda: A Link to the Past | 1991            | 4,61 millions  |
| 8    | Super Mario World 2: Yoshi's Island     | 1995            | 4,12 millions  |
| 9    | Street Fighter II': Hyper Fighting      | 1993            | 4,10 millions  |
| 10   | Donkey Kong Country 3                   | 1996            | 3,51 millions  |

## Zonage, adaptateurs et dézonage
La Super Nintendo est zonée suivant les trois régions habituelles : Amériques, Europe et Asie.
- Les consoles américaines et asiatiques, extérieurement différentes, sont identiques à l'intérieur : elles fournissent un signal vidéo NTSC 60 Hz et acceptent les mêmes manettes et les mêmes jeux. Cependant, la forme des cartouches ou la présence de détrompeurs empêche l'utilisation de cartouches américaines dans la console japonaise et vice versa. Il suffit d'un adaptateur classique pour la forme (ou éventuellement de limer la coque de la console au niveau du port cartouche).
- La console européenne par contre tourne plus lentement car elle fournit un signal vidéo PAL 50 Hz. Les consoles européennes et japonaises ont la même forme et c'est aussi le cas de leurs cartouches, rendues incompatibles comme expliqué ci-après. À noter que les premières versions sorties en Europe voyaient leurs ports manettes également zonés, ne permettant pas d'y brancher manettes et accessoires d'origine américaine ou japonaise. (Cela sera abandonné par la suite).

Il existe deux types de protection dans les cartouches :
- le premier système est une puce dans la cartouche qui doit correspondre à une puce interne à la console. Si la cartouche n'est pas adaptée à la console, on obtient à l'allumage un écran noir et aucune explication. La protection de zone est contournée par l'utilisation d'un adaptateur comme l'AD29, dont la cartouche à l'arrière est utilisée uniquement pour sa puce de zone, ou en désactivant la puce dans la console avec un coup de cutter (dézonage de base) ;
- un second système vient s'ajouter au précédent vers 1993. Il s'agit d'un contrôle par la cartouche de la fréquence de la console. Par exemple, les cartouches européennes équipées refusent de tourner à l'allure des consoles américaines, c'est-à-dire vite. Si un adaptateur style AD29 permet bien de démarrer le jeu, on sera alors bloqué par un écran généré par la cartouche avec un message du genre : This product isn't designed for use with the Super Famicom or Super NES. Ce contrôle en fréquence peut être déjoué par l'ajout d'un interrupteur qui contrôle la fréquence de la console (switch 50/60 Hz). Comme le contrôle a lieu ponctuellement au démarrage de la cartouche (et éventuellement en cas de game over), on peut basculer la console en 50 Hz le temps du contrôle et pour le reste profiter de l'affichage en 60 Hz. Certains jeux dans leur version EUR effectuent la vérification de fréquence de manière plus aléatoire. Par exemple, Super Street Fighter 2 (souvent au début des combats), Demon's Crest (après chaque niveau) ou Tetris vs. Dr Mario (après chaque écran). Pour profiter du 60 Hz sans pour autant avoir à switcher à chaud sa console, l'Action Replay 2 permet de choisir la région de la cartouche : si la console démarre en 60 Hz, le réglage est par défaut sur NTSC Cartridge, il suffit alors de basculer en mode PAL cartridge et de démarrer le jeu sans mettre de codes.
- La cartouche Super Mario RPG ne fonctionne qu'en 60 Hz et dispose d'une puce spéciale qui vérifie au démarrage que la protection de zone n'est pas désactivée dans la console elle-même. Cette protection n'est pas contournable par simple ajout ou retrait d'un composant électronique.

Pour parer à toute éventualité, il faut une console américaine avec un switch 50/60 pour les jeux spécialement conçus pour l'Europe et un switch de désactivation/réactivation de la puce de zone pour les jeux équipés d'une protection spécifique. La plupart des jeux fonctionnent indifféremment en 50 ou 60 Hz. Tous les jeux sont zonés par la puce de zone Europe/Reste du monde. Les derniers jeux sortis protégés par le zonage ultime (fréquence, zone, et vérification de la non-désactivation de zone) ne passent pas sur la console européenne. Les cartouches ont deux formes, la même en Europe et en Asie mais pour les cartouches américaines une forme plus grande et plus carrée et aussi une couleur grise nettement plus sombre. Cela fait que les cartouches asiatiques entreront dans la console française mais ne fonctionneront pas (et réciproquement).
Outre le fait de passer les jeux américains et japonais sur une console européenne, le switch 50/60 Hz permet de profiter sur les jeux européens de la console telle qu'elle est conçue au départ : processeurs (et donc animation) cadencés rapidement et affichage 60 Hz plein écran. Cependant, certains jeux développés soit spécifiquement soit spécialement pour l'Europe et le 50 Hz sont injouables à cause de problèmes d'affichage en 60 Hz : Super Mario Kart, Starwing, Tintin au Tibet, etc.

## Jaunissement

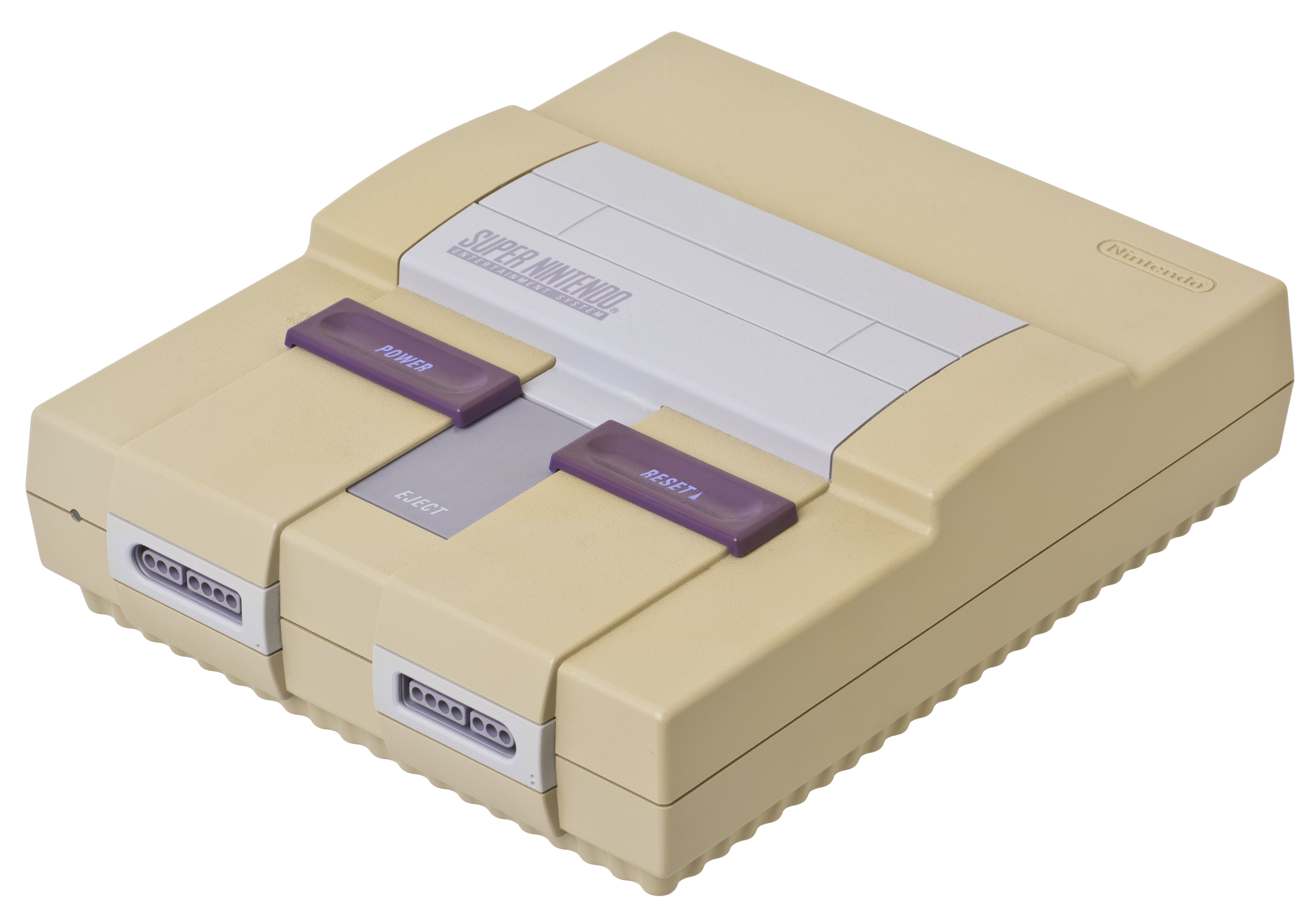
Exemple de console SNES nord-américaine presque entièrement jaunie.

Un certain temps après le lancement de la Super Nintendo Entertainment System en Amérique du Nord, un phénomène pour le moins inhabituel — quoique déjà constaté avec certaines consoles NES alors — s'est manifesté. Le plastique utilisé pour le boîtier de la console tend à jaunir si la console ne repose pas dans des conditions optimales (source de chaleur ponctuelle à proximité, soleil, température ambiante trop élevée, etc.). Dépendant de ces conditions, le jaunissement ne se manifeste que sur une surface minime, ou au contraire sur toute une moitié de boîtier, voire le boîtier au grand complet. Fait intéressant, la partie entourant le port cartouche semble presque toujours garder sa couleur originale, contrairement au reste.
De nombreuses hypothèses ont été suggérées quant à la cause exacte. La console est faite d'ABS, un plastique peu coûteux et simple à fabriquer, mais qui est plus sensible aux dégradations dues à l'âge. L'hypothèse la plus plausible à ce jour[Quand ?] concernerait la formule-même de l'ABS utilisé. Pour satisfaire aux diverses normes de sécurité, plusieurs additifs, dont des retardateurs de flamme, sont ajoutés. Ces additifs contribueraient à déclencher un phénomène d'oxydation à l'origine de la coloration jaunâtre. La chaleur et les UV, mais aussi simplement l'air ambiant, agiraient donc sur la structure chimique de ces additifs en tant que catalyseurs et accéléreraient le processus. Il est possible d'inverser complètement le processus en utilisant un procédé tel que « Retro Bright ».
Ce phénomène étrange, s'il peut rendre la console moins attrayante, n'affecte en rien son bon fonctionnement. Néanmoins, cette coloration étant le fruit d'une modification chimique dans sa structure, le plastique pourrait se casser plus facilement. De plus, ce phénomène semble moins marqué, bien que tout de même présent, sur le modèle de console ayant été commercialisé ailleurs dans le monde,.

## Caractéristiques techniques

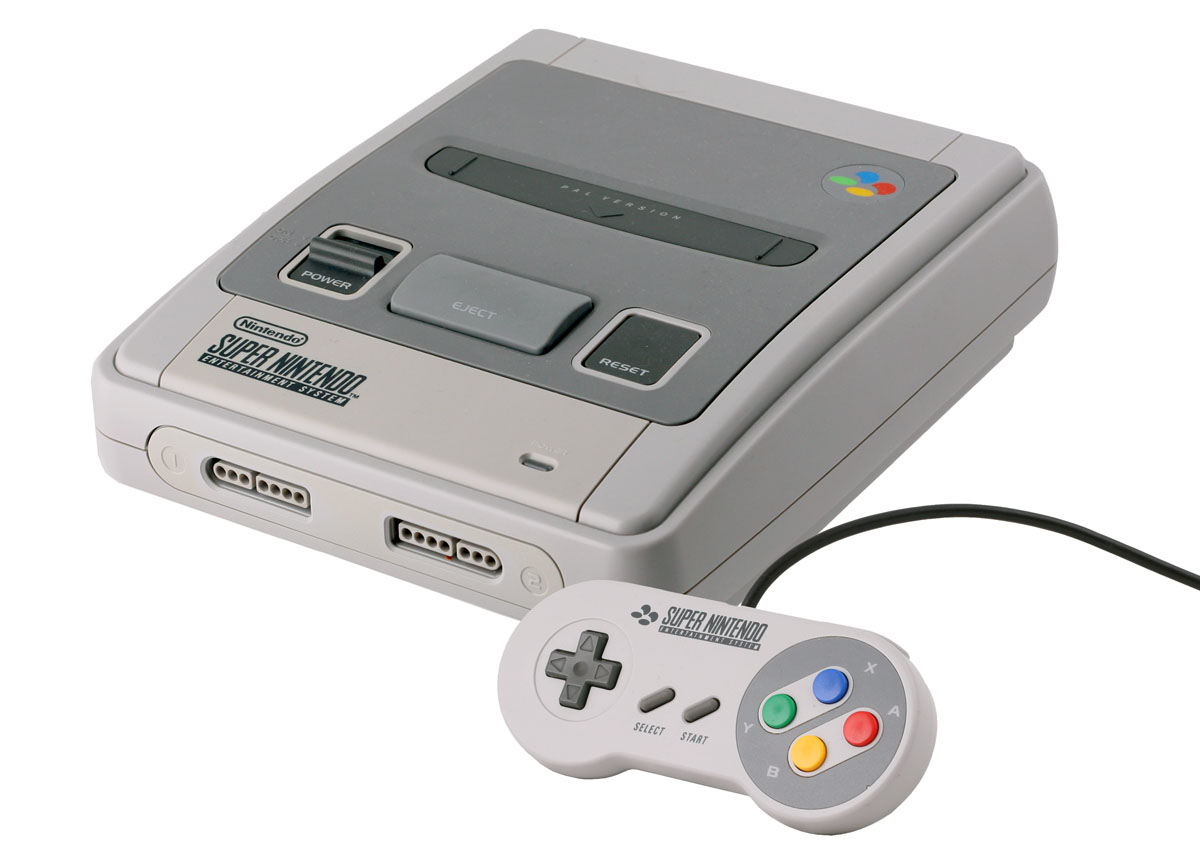
La Super Nintendo avec une manette.

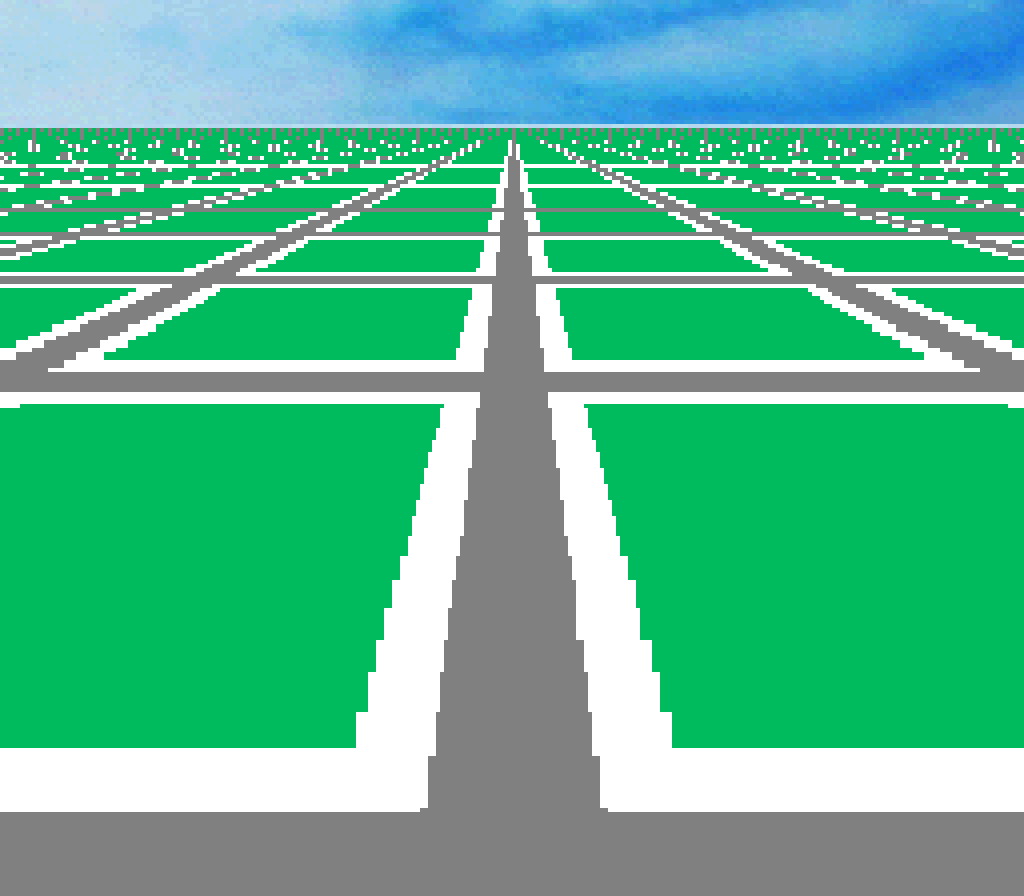
Une image de test démontrant les capacités du Mode 7 de la SNES.

- CPU : 65C816 cadencé à 3,58, 2,68, ou 1,79 MHz (réglable)
- RAM centrale : 128 Kio
- S-PPU1 (tiles et sprites) et S-PPU2 (palettes et signal video)
- RAM graphique : 64 Kio pour les plans de décors et les sprites
  - Nombre de couleurs : jusqu'à 256 selon le mode graphique, choisies parmi 32768 (15bit RGB5)
  - Définition : de 256 × 224 à 512 × 448 pixels selon le mode graphique, et le scan entrelacé ou progressif
  - jusqu'à 4 plans de scrolling selon le mode graphique
  - Nombre de sprites : 128 (32 par ligne maximum, ainsi qu'une largeur cumulée de 35x8 = 280 pixels par ligne), taille de 8 × 8 à 64 × 64 pixels
  - Effets câblés : scrollings toutes directions, zoom et rotation d'arrière plan (mode 7), plans multiples ; gestion des sprites, compression de tiles, déformation graphique…
  - Modes graphiques : 8 modes de 0 à 7 comprenant chacun un type d'affichage, un nombre de couleurs et une résolution spécifique. Ces modes graphiques sont utilisés selon les besoins graphiques. Le mode le plus connu est le 7 (zoom et rotation). Description des modes[55] :
    - Mode 0: 4 plans, chacun utilisant 8 palettes de 3 couleurs plus une transparente. Les palettes sont indépendantes pour chaque plan.
    - Mode 1: 3 plans, deux utilisant 8 palettes de 15 couleurs plus une transparente, le dernier utilisant 8 palettes de 3 couleurs plus une transparente. Les palettes sont partagées par les plans.
    - Mode 2: 2 plans, utilisant tous les deux 8 palettes de 15 couleurs plus une transparente. Le défilement peut être changé tous les 8 pixels horizontaux.
    - Mode 3: 2 plans, l'un utilisant toute la palette de 256, l'autre utilisant 8 palettes de 15 couleurs plus une transparente. le plan de 256 couleurs peut également spécifier directement les couleurs depuis un espace de 11 bits (RGB443).
    - Mode 4: 2 plans, l'un utilisant toute la palette de 256, l'autre utilisant 8 palettes de 3 couleurs plus une transparente. Le plan de 256 couleurs peut utiliser l'espace RGB443, et le défilement peut être changé pour les deux plans tous les 8 pixels horizontaux.
    - Mode 5: 2 plans, l'un utilisant 8 palettes de 15 couleurs plus une transparente, l'autre utilisant 8 palettes de 3 couleurs plus une transparente. Ce mode permet une résolution réelle de 512 pixels horizontaux.
    - Mode 6: 1 plan, utilisant 8 palettes de 16 couleurs. Ce mode permet également une résolution réelle de 512 pixels horizontaux, et le défilement peut être changé tous les 8 pixels horizontaux.Une image de test démontrant les capacités du Mode 7 de la SNES.
    - Mode 7: 1 plan de 128×128 tuiles (1024x1024 pixels) depuis une banque de 256 couleurs. Celles-ci peuvent être interprétées comme un plan de 256 couleurs, ou 2 plans liés de 128 couleurs (les sprites pourront être placées devant, entre ou derrière ces deux plans). Le(s) plan(s) peut (peuvent) effectuer rotations et zoom simultanément. La HDMA (copie de mémoire pendant la synchronisation horizontale) est souvent utilisée pour changer les paramètres de la matrice de transformation et obtenir des effets  de perspective sur un plan horizontal (en augmentant le zoom à chaque ligne)
- Processeurs audio :  S-SMP 16 bits : Sony SPC700 8 bits, S-DSP 16 bits 32 kHz, 2a03 (65c816).
  - Son : 16 bits, 8 voies, compression ADPCM.
    - SPC700 : processeur sonore donnant les instructions au S-DSP via la RAM de la carte mère directement relié au SPC700 par l'intermédiaire de broches.
    - S-DSP : synthétiseur musical
      - 8 voies sonore ADPCM 16 bits à 32 kHz,
      - polyphonie de 8 notes simultanément par voix.

    - Effets acoustiques : chorus, réverbération, vibrato, decay, distorsion...

  - RAM Audio : 64 Kio +  possibilité d'utiliser la cartouche
- Stockage : cartouches de 8 Mibit (~1 Mio) à 63 Mibit (~7.9 Mio)[56], avec système de sauvegarde pour certaines.

- Deux ports manettes
- Un port d'extension 8 bits
- Possibilité d'ajouter des processeurs additionnels (Cx4, Super FX (version 1 ou 2), SA-1, DSP, S-DD1 pour les plus connus).

## Accessoires

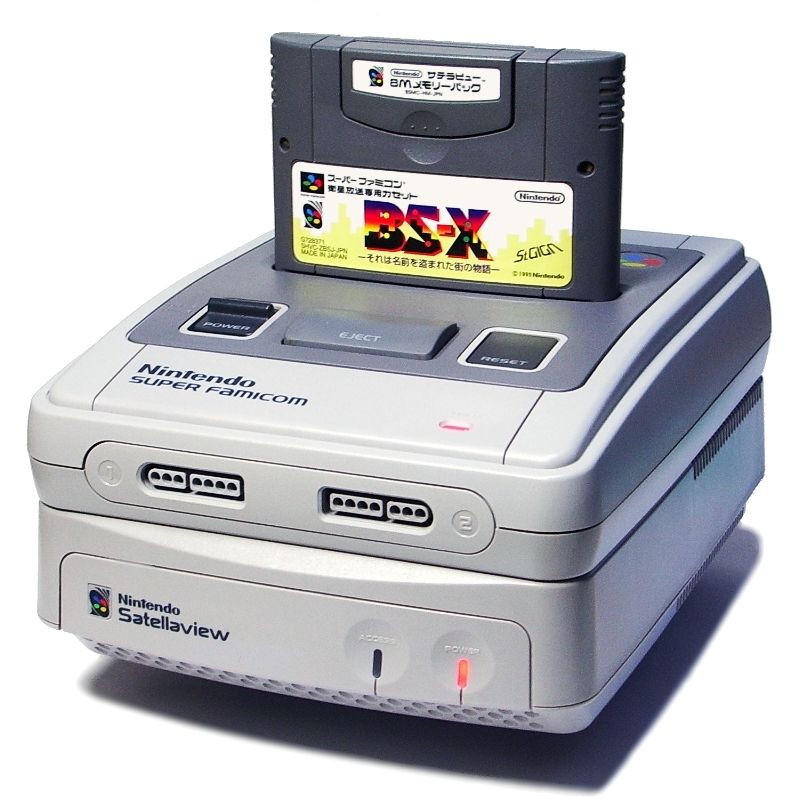
Satellaview avec la Super Famicom.

- Super Scope : pistolet optique de la console, en forme de bazooka, il permet en visant le moniteur de la télévision de toucher des cibles qui apparaissent à l'écran (voir le Zapper de la NES). Cet accessoire était fourni avec le jeu Nintendo Scope 6. Finalement, seuls neuf titres furent jouables avec.
- Souris : utilisée dans Mario Paint et quelques autres jeux comme Wonder Project J. Elle possède deux boutons et est en tous points similaire à une souris classique (fournie avec son tapis rigide).
- Super Game Boy : permet de lire les jeux Game Boy classiques et d'y jouer sur sa télévision. Cet accessoire utilise une palette de couleurs restreinte mais personnalisable recolorant l'affichage du jeu. Le Super Game Boy intégrait aussi un mini programme de dessin et quelques autres fonctionnalités amusantes. Une version possédant une prise pour le câble link est sortie en 1998 sous le nom de Super Game Boy 2. Celui-ci était bleu translucide.
- Adaptateurs : il existe plusieurs adaptateurs pour Super Nintendo qui permettent de jouer à des jeux européens, américains et japonais sur une même console. Certains nécessitent l'insertion d'une cartouche de même type que la console pour pouvoir être utilisés.
- Satellaview : sorti uniquement au Japon, cet accessoire qui se fixait sous la console, permettait de télécharger des jeux (pour l'équivalent de 7,5 €) grâce aux signaux TV de la chaîne satellite japonaise St GIGA. Les jeux étaient généralement téléchargeables uniquement par épisode (comme Zelda) et pouvaient être enregistrés sur cartouche vierge.
- SF Memory Cassette : cartouche vendue seulement au Japon. Identique aux cartouches classiques mais de couleur blanche au lieu de grise, elle permettait de charger des jeux sur des bornes spéciales, appelées Nintendo Power. Une même cartouche pouvait donc contenir plusieurs ROMS chargées légalement, qui pouvaient ensuite être effacées pour les remplacer par d'autres. Le même système existait pour la Game Boy, la GB Memory Cartridge.
- Super Multitap : accessoire permettant d'avoir jusqu'à cinq manettes branchées, pour jouer notamment à des jeux comme Bomberman. Il y a eu un Multitap 2 au Japon, justement en forme de tête de Bomberman.
- Sufami Turbo : Adaptateur permettant de mettre des cartouches de jeux spécialement adaptées, presque de la taille des jeux Game Boy. C'est un format propriétaire créé par Bandaï, et sorti uniquement au Japon. Le Sufami Turbo avait deux ports cartouche, pour permettre à un ami d'échanger des données de sauvegarde. La grande majorité des jeux sortis sur ce format concernaient l'animé Gundam.
- Super Advantage : cette manette spéciale conçue pour les jeux d'arcade dispose d'un énorme joystick et de boutons plus gros que la manette originale. Cette manette est sortie aux États-Unis et en Europe avec des couleurs légèrement différentes.
- Dual Turbo de Acclaim : cette manette a trois caractéristiques : elle existe seulement avec les couleurs de la SNES nord-américaine, elle est sans fil et elle est dotée d'un mode « turbo » désactivable avec le bouton slow.
- Justifier : ce pistolet, mis en vente par Konami, ressemblait à un Colt Python et pouvait s'utiliser avec un seul jeu sur Super Nintendo : Lethal Enforcers
- Fighter Stick SN : grâce à cette manette arcade, il était plus facile d'effectuer des mouvements dans les huit directions. Celle-ci possède également un mode ralenti et turbo[57].

## Lecteur de CD-ROM
Un port d'extension situé au-dessous de la console devait permettre le branchement d'un lecteur de CD-ROM, à l'image du Mega-CD de la Mega Drive de Sega. Ce projet nommé Super Nintendo Play Station, mené en collaboration avec Sony, puis Philips, fut abandonné à la suite d'un différend entre les deux sociétés nippones. Le port d'extension 8 bits fut jugé a posteriori insuffisamment rapide pour assurer correctement son rôle. Sony garda tout de même ce projet dans ses cartons et la PlayStation, de simple extension à la Super Nintendo, devint une console à part entière.
Philips de son côté lança sa propre unité CD : le CD-i. Grâce à son accord avec Nintendo, la firme bénéficiait d'une licence d'utilisation de personnages de l'univers Nintendo et c'est ainsi que trois épisodes de Zelda et un épisode de Mario virent le jour sur ce support CD. Ce sont d'ailleurs les quatre seuls jeux de la série à ne pas avoir été supportés officiellement par Nintendo.

## Ventes
49,10 millions de Super Nintendo se sont vendues à travers le monde, dont 21,35 millions en Amérique et 17,75 millions au Japon. Bien qu'elle n'ait pas atteint les chiffres de la NES, vendue à 61,91 millions d'exemplaires, la Super Nintendo a été la console la plus vendue de sa génération. La Mega Drive arrive deuxième avec 39 à 40 millions de consoles vendues à l'international, tandis que la PC-Engine termine à la troisième position, avec 10 millions d'unités écoulées dans le monde[réf. souhaitée]